# Philocasca alba
Philocasca alba là một loài Trichoptera trong họ Limnephilidae. Chúng phân bố ở miền Tân bắc.